# Abra (chanteuse)
Pour les articles homonymes, voir Abra.
Abra est une chanteuse de RnB américaine, apparue sur la scène d'Atlanta.

## Biographie
Née à New York, Abra grandit à Londres. Elle déménage avec sa famille à Atlanta quand elle a 8 ans. À 14 ans, elle commence à jouer de la guitare. Plus tard dans son adolescence, elle poste, sous le pseudo de Gabrielle Hurricane, des réinterprétations acoustiques des chansons de rap sur YouTube, par exemple Beat It Up de Gucci Mane, ou No Hands de Waka Flocka Flame. Cela la conduit à être repéré par un label, Awful Records, qui l'encourage à faire de la musique originale,. Plus tard, en 2014, elle enregistre pour ce label.
Un album, Rose, sort en 2015,.  Son premier EP, BLQ Velvet, est publié en 2015. Son deuxième EP, Princess, est publié par True Panther Sounds le 15 juillet 2016,. Il s'agit de sa première sortie sur un grand label. Un des titres de l'album Rose, Fruit, est retenu par le quotidien The Guardian comme un des meilleurs morceaux R&B 2016.

## Discographie
Albums
- Rose (2015)

Extended plays
- BLQ Velvet (2015)
- Princess (2016)

## Filmographie
- 2018 : Assassination Nation de Sam Levinson : Em